# Alfred Botella i Vicent
Alfred Alfons Botella i Vicent (Alcoi, 1951) és un polític i sindicalista valencià, secretari general del Partit Comunista del País Valencià (PCPV) entre 1997 i 2004, i diputat a les Corts Valencianes en dues etapes, de 1983 a 1999 i de 2003 a 2007.

## Biografia
Botella realitza els seus estudis al Col·legi Salesià i l'Acadèmia Almi d'Alcoi. Inicia la seva vida laboral als 11 anys a un establiment comercial de la seua ciutat. L'any 1970, amb 18 anys, s'afilia en la clandestinitat al Partit Comunista d'Espanya (PCE) des d'on participa en la lluita contra el franquisme. Posteriorment va regentar la llibreria valencianista Crida d'Alcoi i s'implicà en l'organització del sindicat Comissions Obreres (CCOO) del que va formar part de la direcció comarcal de l'Alcoià i de la Federació Tèxtil al País Valencià.
L'any 1982 encapçala la candidatura del PCE per la circumscripció d'Alacant a les eleccions generals espanyoles sense obtindre representació però s'incorporà a les Corts Valencianes provisionals de l'etapa preautonòmica. A les primeres eleccions autonòmiques, l'any 1983, aconsegueix resultar elegit revalidant l'escó a les successives eleccions de 1987, 1991 i 1995. També va ser conseller a l'assemblea de la Caixa d'Estalvis de la Mediterrània en representació d'Esquerra Unida del País Valencià (EUPV) entre el 1999 i el 2003. A les eleccions de 2003 va recuperar l'escó a les Corts amb la coalició d'Esquerra Unida - L'Entesa.
Internament, Alfred Botella ha estat un destacat dirigent del PCPV on va arribar a ser secretari general entre el 1997 i el 2005 defensant una línia política aperturista front a la posició del secretari general del PCE Francesc Frutos i propera a la del coordinador de Izquierda Unida (IU) Gaspar Llamazares. Aquesta enfrontament el va dur a dimitir del càrrec el desembre de 2004. Botella es donà de baixa com a membre del PCPV el 2007 després de 37 anys de militància en una llarga carta dirigida a l'aleshores secretària general Marga Sanz en la qual explicava els motius de la decisió. Un anys més tard, el 2008, fou expulsat d'EUPV juntament amb altres dirigents com Joan Ribó per donar suport a l'escissió liderada per Mónica Oltra que propugnava per una coalició electoral amb el Bloc Nacionalista Valencià (BLOC).
Aquesta escissió es va materialitzar en la creació del partit Iniciativa del Poble Valencià (IdPV), on Botella milita des del 2011, i la coalició Compromís amb el BLOC i els Verds. Botella ocuparà diverses responsabilitats al partit i a la coalició així com serà membre actiu del col·lectiu local del Campello (la Marina Baixa) on va arribar a ser regidor a l'ajuntament de 2017 al 2019 amb responsabilitat de govern.